# Гриндаши (Јаломица)
Гриндаши (рум. Grindași) насеље је у Румунији у округу Јаломица у општини Ваља Макришулуј. Oпштина се налази на надморској висини од 59 m.

## Становништво
Према подацима из 2002. године у насељу је живело 640 становника, од којих су сви румунске националности.